# Afrarchaea mahariraensis
Afrarchaea mahariraensis is een spinnensoort uit de familie Archaeidae. De soort komt voor in Madagaskar.